# Jacob Marcus

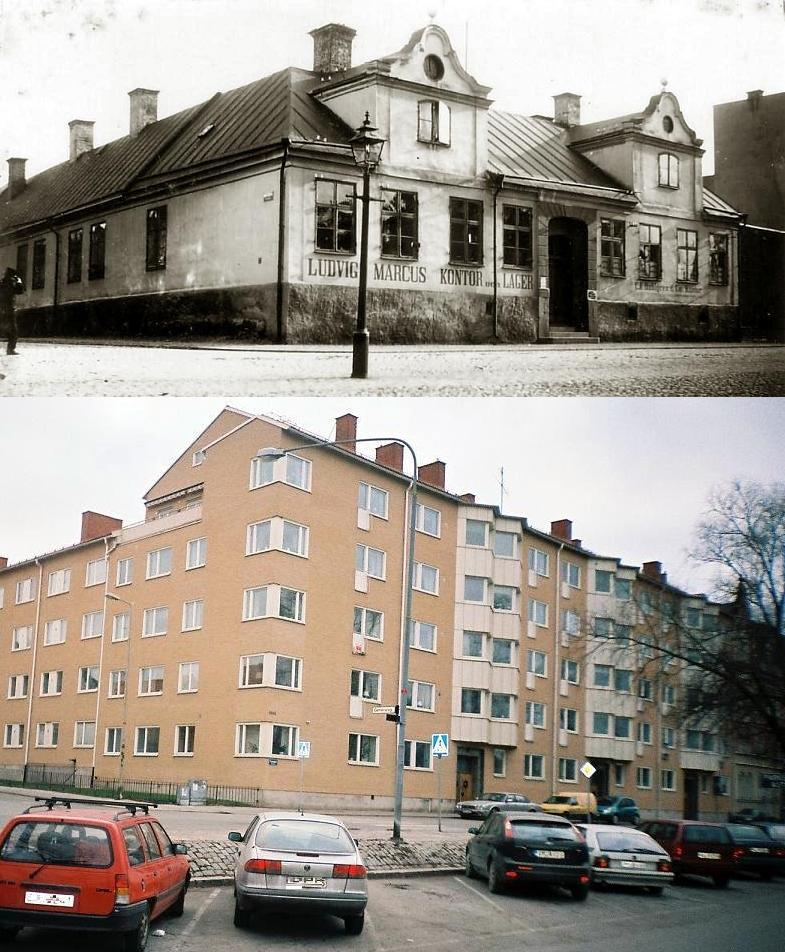
Familjesätet Marcusska gården i Norrköping innan det revs 1917, och samma hörn år 2009.

Jacob Marcus (kallades även för R. Jakob), född troligen 1749 i Schwaan, Tyskland, död 13 mars 1819 i Norrköping, var en tysk-svensk köpman. Marcus var en av pionjärerna i Sveriges judiska befolkning som började öka omkring år 1800.

## Biografi
Jacob Marcus var son till skyddsjuden Marx Levien och inkom 1779 till Sverige och Stockholm, där han blev betjänt hos Gumpert Hirsch. Tillsammans med Salomon Jakob fick han 1782 tillstånd att slå sig ned i Karlskrona för att driva handel med nipper, och flyttade samma år till Norrköping där han fick skyddsbrev att syssla med grosshandel. Tillsammans med en kompanjon övertog han 1793 ett kattuntryckeri, samtidigt som han fortsatte med grosshandel i nipper, specerier, ull och garn.
Jacob Marcus avsevärda inverkan på Norrköpings historia och hans betydelse för invandring och förkovran har betonats i flera tryckta verk.
Detta och hans mer generella gärning för Sverige, som av Gustav III speciellt privilegierad handlande, och som östgötsk fastighetsägare framgår också av ett flertal encyklopediska artiklar om honom.

## Kända avkomlingar
Ett antal kända svenskar härstammar från honom och hans hustru Fredrika Isaksdotter (Freideh Isaac), såsom sociologen Gustaf Steffen, historikern Hugo Valentin, tv-producenten Gunilla Marcus-Luboff, hovrättslagmannen Stig Marcus, förläggarfamiljen Bonnier, operasångerskan Isa Quensel, urmakarmästaren Stefan Anderson, fotografen Mattias Klum, skådespelerskan Lotta Ramel, popartisten Magnus Uggla, tv-journalisten Jens von Reis, advokaten Biörn Riese och regissören Annabelle Rice. Även den amerikanska författarinnan och ekologen Siri von Reis i New York och hennes dotter CBS-reportern Serena Altschul har Marcus till anfader. Två av Marcus döttrar gifte sig med bröderna Moses och Aron von Reis. Hans gravsten finns i Judiska begravningsplatsen som är en del av Norrköpings Matteus kyrkogård.
Redan år 1900 gavs en nästan fullständig redogörelse för släkten ut på ett stort tryckt stamträd, och det omfattande släktregistret uppdaterades ända fram till 1942 av Curt Marcus.